# Міжнародне приватне право
Міжнародне приватне право — це сукупність норм внутрішньодержавного законодавства, міжнародних договорів та звичаїв, які регулюють цивільно-правові, трудові та інші приватні відносини, ускладнені іноземним елементом.

## Історія виникнення
Первісно міжнародне приватне право розвивалося переважно як колізійне право. Саме колізійний метод зумовив виникнення цієї правової галузі. Характерною рисою колізійного методу є те, що він, не регламентуючи відношення по суті, визначає право якої держави має бути застосоване для регулювання відносин з «іноземним елементом».
Міжнародне приватне право, починаючи свій розвиток з колізійного права, пройшло тривалий шлях. Воно виникало в епоху раннього середньовіччя внаслідок потреби врегулювати торговельні відносини. Такі норми містилися, зокрема, в договорах, укладених із греками 911 року князем Олегом, в 944 — князем Ігорем, інших джерелах.
З кінця Середньовіччя починає формуватися практика і доктрина про колізії статутів (місцевих законів). Із статутних теорій і виникло колізійне право. Поступово увійшла у вжиток сучасна його назва — міжнародне приватне право.
Засновниками доктрини міжнародного приватного права були італійці: Бартол (1314–1357), Бальд (1327–1400), коментатори римського приватного права.
Пізніше доктрину міжнародного приватного права доповнили вчення про «автономію волі» сторін, за яким останні могли застосовувати до договорів обрані ними звичаї (Шарль Дюмулен, 1500–1566, Франція); твердження про безумовне застосування закону місцезнаходження речі щодо нерухомості (Бертрен д'Аржантре, 1519–1590, Франція); теорія про застосування територіального принципу та принципу «ввічливості», який полягав у тому, що дія іноземних законів відбувається завдяки «міжнародній ввічливості» (Ульріх Губер та деякі інші вчені Голландії XVII ст.).
У ХІХ ст. зазначені теорії були підтримані у США. У «коментарях конфліктного права» останнім було вжито термін «міжнародне приватне право», який і донині викликає заперечення. Термін «міжнародне» не відображає характеристики форм цієї галузі права, які в Америці мали переважно внутрішній, міжштатний характер. Але інші назви: «конфліктне право», «колізійне право» у правовій системі США та інших країн повністю не охоплюють предмета цієї галузі.
Значний внесок у розвиток доктрини міжнародного приватного права зробили вчені Англії, Німеччини, Франції, Голландії, Росії, України, Болгарії, Угорщини, Чехословаччини.

## Загальна характеристика

### Природа міжнародного приватного права
Існує 4 підходи до розуміння природи норм міжнародного приватного права та його місця в системі права:
• Міжнародне приватне право є частиною міжнародного публічного права;
• Міжнародного приватного права не існує, а існує внутрішнє законодавство, що стосується іноземців;
• Міжнародне приватне право-це поєднання внутрішнього законодавства та міжнародного публічного права;
• Міжнародне приватне право є окремою галуззю права, оскільки має окремий предмет і притаманні лише йому правові способи регулювання (колізійні та матеріально-правові норми)

### Предмет
Предметом виступають приватноправові відносини, що включають «іноземний елемент».
Згідно з Законом України «Про міжнародне приватне право» приватноправові відносини — це відносини, які ґрунтуються на засадах юридичної рівності, вільному волевиявленні, майновій самостійності, суб'єктами яких є фізичні та юридичні особи (п. 1 ч. 1 ст. 1). Суб'єктами відносин у міжнародному приватному праві є, передусім, фізичні та юридичні особи, іноді — держави.
У сучасній пострадянській науці міжнародного приватного права виділяють зазвичай дві основні групи відносин: а) господарські, зокрема, науково-технічні зв'язки між суб'єктами господарювання різних країн; б) майнові, сімейні, трудові та інші відносини за участю іноземних громадян.
Під «іноземним елементом» розуміють: Згідно з Законом України «Про міжнародне приватне право» ознака, яка характеризує приватноправові  відносини, що  регулюються   цим  Законом,   та виявляється в одній або кількох з таких форм: хоча б  один  учасник правовідносин є громадянином України, який   проживає  за   межами   України,  іноземцем,  особою  без громадянства або іноземною юридичною особою; об'єкт правовідносин  знаходиться  на території  іноземної  держави; юридичний  факт,   який   створює,  змінює   або припиняє правовідносини,  мав  чи має місце на території іноземної держави (п. 2 ч.1 ст 1).
об'єкт міжнародного приватного права — це матеріальне чи не матеріальне благо, яке знаходиться на території іноземної держави. (Пошкоджений у автокатастрофі автомобіль);
суб'єкт міжнародного права — це учасник правовідносин, який має іноземну належність (громадянство);
юридичний факт — це те, що породжує правовідносини та мало чи має місце за кордоном.
23 червня 2005 р. в Україні було прийнято Закон «Про міжнародне приватне право», який містить чимало норм, що є новими для правової системи держави. Серед них визначення «іноземного елементу» у приватноправових відносинах. «Іноземним елементом», згідно із Законом України «Про міжнародне приватне право», вважається ознака, яка характеризує приватноправові відносини, що регулюються цим Законом, та виявляється в одній або кількох з таких форм: 1) хоча б один учасник правовідносин є громадянином України, який проживає за межами України, іноземцем, особою без громадянства або іноземною юридичною особою; 2) об'єкт правовідносин знаходиться на території іноземної держави; 3) юридичний факт, який створює, змінює або припиняє правовідносини, мав чи має місце на території іноземної держави (п. 2 ч. 1 ст. 1).
Серед переліку суб'єктів, які створюють поняття «іноземний елемент», наведене у зазначених нормах Закону, відсутня вказівка на державу, яка хоч і не часто, проте є учасницею приватноправових відносин. Проте розширити цей перелік дає можливість ст. 30 цього ж Закону. У ній міститься правило, відповідно до якого, до приватноправових відносин з «іноземним елементом» за участю держави застосовуються правила цього Закону на загальних підставах, якщо інше не передбачено законом.,

### Методи правового регулювання
Так як міжнародне приватне право належить до галузей приватного права, для нього загалом характерний диспозитивний метод правового регулювання.
Окрім того виділяють два методи правового регулювання: колізійний та матеріально-правовий.

## Види колізій у міжнародному праві
Говорячи про різні види колізій, найчастіше виокремлюють такі види колізій, як:
1) міжнародні колізії, тобто колізії між системами приватного права різних країн;
2) інтерлокальні колізії;
3) інтерперсональні колізії;
4) інтертемпоральні колізії.
Проте, окрім згаданих колізій, є ще колізії між різними правовими культурами, в основі яких лежать колізії між різними системами цінностей і які за своєю суттю є аксіологічними колізіями. Водночас, слід мати на увазі, що найбільш масштабними колізіями треба вважати колізії приватноправового характеру, що виникають між різними цивілізаціями, оскільки цивілізації передбачають в себе різні правові культури.

## Підходи до розв'язання колізій
Приватноправові відносини з іноземним елементом регулюють двома способами: відсиланням до відповідного законодавства країни, за яким потрібно розв'язувати спір (колізійно-правовий спосіб) та шляхом ратифікації країною відповідних міжнародно-правових договорів (конвенцій) з певних питань приватного права, уніфікації його матеріальних норм (матеріально-правовий спосіб).
Колізійно-правовий (відсильний) спосіб. Сутність його полягає у виборі компетентного правопорядку для вирішення конкретної справи. У внутрішньому праві держав є особливі норми — колізійні, що містять правила вибору права, певним чином вказують, право якої держави потрібно застосовувати для врегулювання відносини з іноземним елементом. Колізійна норма, визначаючи компетентний правопорядок, відсилає для визначення прав і обов'язків учасників відносин до права певної держави (воно може бути як вітчизняним, так і іноземним).
З відсильним характером колізійного способу пов'язана ще одна його особливість. У разі його застосування умоглядно виділяють дві стадії регулювання: 1) вибір права за допомогою колізійної норми (вирішення колізійного питання); 2) застосування матеріальних норм вибраного приватного права для визначення прав та обов'язків сторін, що є кінцевою метою вибору права. Тому даний спосіб регулювання є не прямим, а опосередкованим: регулювання здійснюється матеріальними нормами приватного права держави, вибраної за допомогою колізійної норми.
Таким чином, вибір права, а отже і колізійно-правовий спосіб регулювання, здійснюються за допомогою колізійних норм. Колізійний спосіб регулювання у міжнародному приватному праві є основним, тобто відсилання — головне призначення цього права. Звідси й основна назва, інтерпретація МПрП як колізій-ного права.
Недоліками колізійно-правового (відсильного) способу є:
1) опосередкований непрямий характер його дії — спершу відсилання і лише після цього — застосування норм матеріального права. При цьому судді «ex officio» застосовують і знають власне право; іноземне право вони знати не зобов'язані. Як свідчить практика, з'ясувати зміст і кваліфіковано використати норми іноземного права досить складно;
2) за законами однієї держави, громадянином якої є одна із сторін договору, відповідні відносини мають юридичну силу, а за законами іншої, до якої належить інша сторона — ці відносини не породжують ніяких правових наслідків. Це, так звані «відносини, що кульгають». Вони виникають на практиці досить часто, ускладнюючи реалізацію міжнародних ділових зв'язків;
3) не виключається ситуація, коли за національним правом однієї країни спір з відносин МПрП має вирішуватися за законодавством іншої держави, але у разі звернення до нього виявляється, що за її національним правом розв'язання відповідного спору також має здійснюватися за законами іноземної держави. Тобто виникає ситуація, яку називають «колізією колізій».
Ось чому інтереси розвитку міжнародного ділового обороту вимагають удосконалення цього способу.
Уніфікація матеріальних норм приватного права (матеріально-правовий спосіб). Як зазначалося вище, однією з причин виникнення колізії та проблеми вибору права є розбіжності у змісті приватного права різних держав. Отже, колізійну проблему можна вирішити (подолати колізію) створенням і застосуванням однакових за змістом правових норм. Наприкінці XI ст. розпочався процес уніфікації у МПрП, тобто створення однакових (уніфікованих) колізійних норм. Уніфікація здійснюється у формі міжнародних договорів (конвенцій), що укладаються між державами, які беруть на себе міжнародно-правове зобов'язання застосовувати сформульовані у договорі однакові колізійні норми із визначеного кола приватноправових відносин. Використання уніфікованих норм частково знімає розглянуті недоліки колізійного способу: сприяє ліквідації «колізії колізій», а також зменшує імовірність виникнення «відносин, що кульгають», заповнює прогалини в національному колізійному праві.
В Україні це досягається наданням Верховною Радою України згоди на обов'язковість відповідного чинного міжнародного договору (в ст. 10 ЦКУ зазначено, що чинний міжнародний договір є частиною національного цивільного законодавства України), створенням у різних країнах уніфікованих матеріальних норм певних галузей приватного права, що знімає саму колізійну проблему. Такі норми безпосередньо застосовуються до відносин з іноземним елементом, минаючи стадію вибору права, долаючи колізію шляхом вирішення спору за суттю. Оскільки уніфіковані норми за своєю природою є матеріальними правовими нормами, що визначають права та обов'язки учасників приватноправових відносин, цей спосіб уніфікації називають також матеріально-правовим.
Нині уніфікація ще не стала переважним способом регулювання приватноправових міжнародних відносин і охоплює здебільшого торгівлю й операції, пов'язані з нею, — перевезення, розрахунки тощо. Проте і тут водночас застосовується колізійний спосіб, що іноді є єдиною можливістю для вирішення спірних питань. В інших же сферах приватних відносин (власність, сімейно-шлюбні, спадкоємні, деліктні та інші), як і раніше, панує традиційний спосіб регулювання за допомогою колізійних норм.

## Фізичні особи у міжнародному приватному праві
Правовий статус фізичних осіб в міжнародному приватному праві може бути різноманітним. Зазвичай використовується таке поняття для визначення: «іноземець», яке включає в себе більш вужчі поняття, наприклад такі як «іноземний громадянин», «особа без громадянства» (апатрид), «особа з кількома громадянствами» (біпатрид) та ін.
Положення про визначення громадянства особи закріплені в Європейській конвенції про громадянство, схваленій Комітетом Міністрів Ради Європи 15 травня 1997 р. та відкритій для підписання з 6 листопада 1997 р., Україна ратифікувала цю Конвенцію 21/12/2006, що набула чинності 1/4/2007. У більшості держав іноземцем вважається людина, яка не є громадянином цієї держави, це може бути як «іноземний громадянин», так і «особа без громадянства».
Правовий статус іноземців утворюють їх сукупність прав та обов'язків, що гарантуються державою, в якій вони перебувають. Правовий статус цих осіб часто залежить від:
1) виду правового зв'язку особи з державою;
2) терміну перебування у державі; 3) мети перебування у державі;
4) притаманність особам імунітетів і привілеїв.
У більшості випадків статус фізичних осіб повністю підпорядковується законодавству держави, в якій перебуває.

## Юридичні особи у міжнародному приватному праві
Юридичні особи є активними суб'єктами міжнародного приватного права. Ними вважаються підприємства, організації, установи, створені відповідно до законодавства певної держави. Проте поняття юридичної особи не в усіх правових системах є нормативно визначеним. У законодавстві та практиці здебільшого визнається, що юридична особа створюється в порядку, передбаченому законодавством, має власне найменування, характеризується організаційною єдністю, має відособлене майно, права та обов'язки, переважно майнові, самостійно (від свого імені) виступає в цивільних правовідносинах та господарському обігу, відповідає за зобов'язаннями з договорів та деліктів.
Правосуб'єктність юридичних осіб. При здійсненні господарської діяльності на території інших країн виникають дві проблеми:
1) про визнання правосуб'єктності іноземної юридичної особи;
2) про допуск її до здійснення господарської діяльності на території даної держави, а також про умови такої діяльності.
Правосуб'єктність іноземних юридичних осіб, як правило, визнається на підставі двосторонніх умов, насамперед торговельних. Питання про допуск іноземної юридичної особи до господарської діяльності на території певної держави вирішується її законодавством. У більшості випадків здійснення такої діяльності можливе після дотримання формальностей. У торгових договорах встановлюється режим для іноземних юридичних осіб. Він може бути заснований на принципах або найбільшого сприяння, або національного режиму.
Види юридичних осіб. У світовій практиці з-поміж різноманіття юридичних осіб можна виділити дві основні групи: юридичні особи публічного права та юридичні особи приватного права. Принципове розмежування їх здійснюється відповідно до природи акта, на підставі якого утворено ці особи. Якщо юридичну особу засновано на підставі публічного (адміністративного) акта, вона є публічно-правовою, якщо відповідно до приватноправового акта, — приватноправовою.
До публічно-правових юридичних осіб належать держава, адміністративно-територіальні одиниці, різноманітні державні органи та установи, торгово-промислові палати. Питання про віднесення до цієї категорії державних підприємств неоднозначне.
Приватноправові юридичні особи утворюються суб'єктами права різних держав як колективної власності, так і заснованими на власності однієї приватної особи.

## Речові права, право власності
У міжнародному приватному праві абсолютність права власності розглядається як сума двох складових:
• Права слідування — засновано на юридичній фікції, відповідно до якої право слідує за річчю, воно ніби прив'язана до цієї речі, поки не буде доведене протилежне.
• Права переваги — розгляд віндикаційного позову (позов на право власності щодо конкретної речі) у суді пересуває на другий план інші справи
Колізійні питання права власності
У будь-якому законодавстві існує поділ речей щодо цивільного обороту. Зміст такого обігу у цих законодавствах є різним. Наприклад, у більшості держав світу земля знаходиться у вільному обігу, а в деяких (в Україні) — в обмеженому.
З цього й випливають колізійні питання права власності:
• право власності на річ визначається за законом країни, де ця річ знаходиться «Lex rei sitae». Юридична кваліфікація майна (рухоме не рухоме, ін.) теж проводиться за правом країни перебування;
• правило «Lex rei sitae» обумовлює і зміст права власності й його обсяг (змінюється і зміст й обсяг). Чи може річ знаходитися у праві власності? Проте це правило має деякі виключення: розподіл речей на головні й приналежні. Тому й виділяють принцип, за яким приналежність слідує за головною річчю. Цей принцип ніколи не порушувався.
• Речове право базується на принципі прикріплення права не до суб'єкта права, а до об'єкта права. У випадку нерухомої речі об'єкт може слідувати, наприклад, світом, а суб'єкт знаходиться на території однієї держави. При продажі нерухомого майна можуть застосовуватися різні законодавства щодо цієї речі (наприклад, нерухома річ може знаходитись на території Франції, але до неї буде застосовуватись законодавство іншої держави). У всіх правових системах нерухомість підкоряється законодавству місця знаходження («lex situs funti»).
За угодою сторін застосовується це право у відкритому морі або у випадку, якщо важко визначити місце перебування речі.
• Застосовуються чотири прив'язки — право держави відправлення, право держави призначення, право держави зупинки, право держави перевізника. Загальної відповіді на те, яку саме прив'язку слід застосовувати у міжнародному приватному праві не існує. У результаті застосовують подвійну колізійну прив'язку — основну й ту, яка є найбільш прив'язаною до основної;
• У випадку локалізованого майна. Це питання розуміється у двох сенсах: важкість локалізації, коли майно знаходиться за межами національного правового регулювання (концепція удаваної локалізації — щодо питань, які виникають щодо якогось твору, твір локалізується з автором, тобто за громадянином певної держави) й безтілесне майно. Щодо винаходу локалізація відбувається за правом держави, яка видала патент.